# Старун Василь Володимирович
Василь Володимирович Старун (народився 13 жовтня 1953 в селі Попівка, з 1949 — село Первомайськ Біловодського району Луганської області) — український письменник.

## Життєпис
Навчався в Луганському педагогічному інституті. Працював у колгоспі, районній газеті.
Вірші почав писати рано. Друкувався в районній газеті, обласній молодіжій «Молодогвардієць», республіканських журналах «Україна», «Київ», «Жовтень», тижневику «Вітрила — 84».
У видавництві «Молодь» 1989 року вийшла його перша збірка «Абетка світла». Багатий світ образності, прагнення досягти глибини української поезії та народної творчості — усе це домінує в поезії Василя Старуна.
У 1990 році в Едмонтоні (Канада) вийшла друком «Антологія нової української поезії», автором якої був Василь Старун.
В цей же час його приймають до Спілки письменників України.
Автор дев'яти книжок, лауреат премії ім. Володимира Сосюри (2010 р., за добірку «Таємні листи»), премії імені Пантелеймона Куліша (2015 р., за збірку віршів «Вікно край світу»).
Вірші Старуна перекладено англійською, італійською, польською та російською мовами.
Мешкає в селі Данилівка Біловодського району, Луганська область.